# SV Merseburg 99
Der SV Merseburg 99 ist ein Sportverein aus Merseburg in Sachsen-Anhalt. Der Verein besteht seit dem 23. August 1899. Die Vereinsfarben sind grün-weiß. Heimstätte des Vereins ist das Merseburger Stadtstadion.

## Vereinsgeschichte

BSG-Logo 1981

Der SV Merseburg wurde am 23. August 1899 von insgesamt 14 Gründungsmitgliedern gegründet und ist damit der älteste Ballspielverein in Merseburg. Schon im Jahr 1900 nannte sich der Verein in Spielverein Hohenzollern um. Ab 1901 spielte man unter dem Namen Ballspielverein Hohenzollern. Im Jahre 1921 gab es die vorerst letzte Umbenennung als SV Merseburg von 1899. Nach dem Zweiten Weltkrieg wurde der Verein aufgelöst und durch die Sportgemeinschaft Merseburg Nord ersetzt. Diese wurde 1948 von der Betriebssportgemeinschaft (BSG) Chemie Buna Schkopau der Buna-Werke übernommen. Kurz vor der Wiedervereinigung wurde aus der BSG am 1. August 1990 der SV Buna Schkopau, dessen Nachfolgeverein am 7. Februar 1991 unter dem Namen SV Merseburg 99 gegründet wurde. Am 1. Juli 2019 verschmolz der Verein mit dem VfB IMO Merseburg. Dabei sollte sich der SV 99 auflösen und die Mitglieder dem VfB IMO beitreten, der sich in 1. FC Merseburg umbenannte.
Nachdem der Antrag auf Auflösung gestellt wurde und die meisten Mitglieder des SV 99 dem neuen Verein beitraten, entschieden sich im Jahr 2020 einige Altmitglieder des SV 99 dazu, den Verein, dessen Auflösung noch nicht abgeschlossen war, weiterzuführen.

## Sportlicher Werdegang
1923 stiegen die Merseburger nach mehreren vergeblichen Anläufen in die Saalegau-Liga auf, ab 1933 spielte der Verein in der Gauliga Mitte. 1935 stieg der Verein aus der Gauliga wieder ab, schaffte ein Jahr später aber den sofortigen Wiederaufstieg. Die beste Platzierung datiert aus dem Jahre 1938, hier erreichten die Merseburger den dritten Platz. 1940 stieg der SV Merseburg endgültig aus der Gauliga ab.
Nach dem Zweiten Weltkrieg feierte die BSG Chemie Buna 1951 einen ersten Erfolg. Gegen die BSG Chemie Leipzig gewannen die Merseburger überraschend den Chemie-Pokal. 1952 gehörte die BSG zu den Gründungsgemeinschaften der neugeschaffenen drittklassigen Bezirksliga Halle. Nach dem Gewinn der Bezirksmeisterschaft 1964 scheiterte Schkopau in der Ausscheidungsrunde zur DDR-Liga, konnte aber ein Jahr später den Aufstieg perfekt machen. Von 1974 bis 1981 spielten die Chemiker ununterbrochen in der zweiten Liga. In den siebziger Jahren erreichten die Schkopauer einmal das Achtelfinale (0:1 gegen den FC Karl-Marx-Stadt) sowie zweimal das Viertelfinale (3:4, 0:4 gegen den FC Rot-Weiß Erfurt) im DDR-Fußballpokal. 1981 konnte man in Schkopau mit dem Aufstieg in die DDR-Oberliga den größten Erfolg der Fußballgeschichte feiern. Diese Liga erwies sich allerdings als eine Nummer zu groß. Konnten die Schkopauer am zweiten Spieltag gegen Energie Cottbus noch 3:1 gewinnen, gab es eine Woche später ein 1:10-Debakel gegen Dynamo Dresden. In ihrer einzigen Oberligasaison brachten es die Merseburger auf ganze elf Punkte. Unter Trainer Olaf Keller spielte folgende Stammmannschaft in der Oberliga:
| Jochen Habekuß Gerd Koßmann Roland Demmer, Herbert Skowronek, Thomas Meichsner Reinhard Radsch, Roland Nowotny, Rainer Langer Frank Kuhnt (Dieter Ceranski), Rainer Wallek, Ralf Pretzsch |

Von 1982 bis 1990 spielte die BSG Chemie Buna Schkopau nach dem Oberliga-Abstieg wieder beständig in der zweitklassigen Liga. Im Sommer der Einheit wurde die Mannschaft aus finanziellen Gründen aus der zweiten Spielklasse zurückgezogen. Der im Saisonverlauf in SV Merseburg 99 umbenannte Verein trat in der Premierensaison 1990/1991 der damals im ostdeutschen Ligensystem drittklassigen Landesliga Sachsen-Anhalt an und qualifizierte sich als deren erster Meister für die ab der Spielzeit 1991/92 drittklassige NOFV-Amateur-Oberliga im gesamtdeutschen Fußball. Nach dem Abstieg im Sommer 1992 gelang ein Jahr darauf der erneute Aufstieg in die Amateur-Oberliga für die Saison 1993/94. Durch die Einführung der Regionalliga als neuer 3. Spielklasse reichte den Merseburgern der vorletzte Platz zum Verbleib in der nunmehr viertklassigen NOFV-Oberliga für 1994/95. Nach dem Abstieg 1995/96 erwies sich Merseburg weiterhin als Fahrstuhlmannschaft. Nach mehreren Ab- und Aufstiegen etablierte sich der Verein ab 2012 in der siebtklassigen Landesliga. In der Spielzeit 2014/15 wurden die Merseburger in der Landesliga Süd Zweiter. Da in der Verbandsliga Sachsen-Anhalt mehrere Mannschaften zurückgezogen hatten, reichte der zweite Platz zum Aufstieg in die inzwischen sechstklassige Verbandsliga. In seiner ersten Saison 2015/16 gewann der SV Merseburg auf Anhieb die Meisterschaft und stieg in die fünftklassige Oberliga Nordost auf, aus welcher der Verein nach zwei Spielzeiten wieder abstieg. Bis der Saison 2018/19 spielte der Verein in der Landesliga Süd.
Werdegang von 2002 bis 2019
| Saison    | Liga              | Platz |
| 2002/2003 | Landesliga Süd    | 14.   |
| 2003/2004 | Landesklasse 9    | 3.    |
| 2004/2005 | Landesklasse 9    | 5.    |
| 2005/2006 | Landesklasse 9    | 1.    |
| 2006/2007 | Landesliga Süd    | 8.    |
| 2007/2008 | Landesliga Süd    | 8.    |
| 2008/2009 | Landesliga Süd    | 8.    |
| 2009/2010 | Landesliga Süd    | 9.    |
| 2010/2011 | Landesliga Süd    | 14.   |
| 2011/2012 | Landesklasse 6    | 1.    |
| 2012/2013 | Landesliga Süd    | 8.    |
| 2013/2014 | Landesliga Süd    | 13.   |
| 2014/2015 | Landesliga Süd    | 2.    |
| 2015/2016 | Verbandsliga      | 1.    |
| 2016/2017 | NOFV Oberliga Süd | 6.    |
| 2017/2018 | NOFV Oberliga Süd | 16.   |
| 2018/2019 | Landesliga Süd    | 13.   |

## Bekannte ehemalige Spieler
- Jörg Emmerich (* 1974) – Der langjährige Mannschaftskapitän des Zweitligisten FC Erzgebirge Aue spielte bis 1996 in Merseburg
- Rainer Lisiewicz (* 1949) – Erster Trainer des neu gegründeten 1. FC Lokomotive Leipzig, war von 1991 bis 1993 Trainer des SV 99
- Silvio Meißner (* 1973) – Der Bundesligaspieler (Arminia Bielefeld, VfB Stuttgart, 1. FC Kaiserslautern) spielte von 1985 bis 1992 beim Verein

## Frauenfußball
Die Frauenfußballmannschaft spielte bis 2012 abwechselnd in der Verbands- und Landesliga und brachte in der Saison 2011/12 mit Maida Markgraf eine montenegrinische Nationalspielerin heraus. Nach dem Umbruch und der Neuordnung 2012 spielte die Mannschaft sehr erfolgreich zwei Jahre in der Kreisklasse. Die Frauen wurden in der Saison 2013/14 ungeschlagen Meister und Pokalsieger im Saalekreis. Seit der Saison 2014/15 trat die erste Mannschaft in der Sachsen-Anhalt Liga Süd an. Die zweite Mannschaft nahm am Spielbetrieb der 1. Kreisklasse Saalekreis in der Staffel 1 teil. Des Weiteren wurden drei Nachwuchsmannschaften gegründet. Vor Beginn der Saison 2015/16 kam der gesamte Frauen- und Mädchenfußball zum Erliegen und wurde aufgelöst.